# Brand X
A Brand X brit fúziós jazz zenekar. 1975-ben alakultak Londonban. Eleinte 1975-től 1980-ig működtek, majd 1992-től 1999-ig újra összeálltak. 2016 óta újból aktív a zenekar. Az együttes tagjai között volt John Goodsall (gitár), Percy Jones (basszusgitár), Robin Lumley (billentyűk) és Phil Collins (dob). Csak Goodsall és Jones képviselték a kezdettől fogva a zenekart, ám Jones 2020 októberében kilépett.

## Tagok
Jelenlegi tagok
- John Goodsall – gitár (1974–1980, 1992–1999, 2016–)
- Chris Clark – billentyűk, szintetizátor (2016–present)
- Scott Weinberger – ütős hangszerek (2016–)
- Jeff Berlin - basszusgitár (2021)
- Tobias Ralph - dob (2021)

## Diszkográfia
- Unorthodox Behaviour (1976)
- Moroccan Roll (1977)
- Masques (1978)
- Product (1979)
- Do They Hurt? (1980)
- Is There Anything About? (1982)
- X-Communication (1992)
- Manifest Destiny (1997)